# Marija Kessler
Marija Kessler (rojstno ime Marija Trenc), slovenska salonska dama, * 23. april 1860, Draškovec, † 1. maj 1939, Ljubljana.
Ko se je leta 1906 iz Novega mesta preselila v Ljubljano, je njen salon postal center kulturnega dogajanja. V njem so se zbirali Vladimir Levstik, Cvetko Golar, Oton Župančič, Ivan Cankar, Hinko Smrekar, Franc Berneker, Rihard Jakopič in Matija Jama ter »govorili o literaturi, čitali in recitirali«. Bila je mati štirim hčeram, med njimi pesnici Veri Albreht, Ani, poročeni s pesnikom Otonom Župančičem, in Mici, poročeni z alpinistom Mihom Čopom.